# 2816 Пієн
2816 Пієн (2816 Pien) — астероїд головного поясу, відкритий 22 вересня 1982 року.
Тіссеранів параметр щодо Юпітера — 3,317.